# Santa Cruz de la Florecita
Santa Cruz de la Florecita är en ort i Mexiko.   Den ligger i kommunen Yajalón och delstaten Chiapas, i den sydöstra delen av landet, 800 km öster om huvudstaden Mexico City. Santa Cruz de la Florecita ligger 964 meter över havet och antalet invånare är 115.
Terrängen runt Santa Cruz de la Florecita är bergig åt sydväst, men åt nordost är den kuperad. Runt Santa Cruz de la Florecita är det ganska tätbefolkat, med 56 invånare per kvadratkilometer. Närmaste större samhälle är Yajalón, 3,2 km söder om Santa Cruz de la Florecita. I omgivningarna runt Santa Cruz de la Florecita växer i huvudsak städsegrön lövskog.